# Faustino Imbali
Faustino Fudut Imbali (1 de maig de 1956 -) és un polític de Guinea Bissau que fou primer ministre de Guinea Bissau del 21 de març de 2001 al 9 de desembre de 2001. Pel 2012 fou Ministre d'Afers Estrangers.

## Biografia
Imbali va néixer a Ilondé, Guinea Portuguesa en maig de 1956. Va estudiar a la Universitat de Bordeus, on es va graduar amb un mestratge en sociologia política i desenvolupament en 1988. Posteriorment va treballar com a investigador a l'Instituto Nacional de Estudos e Pesquisa a Bissau. Durant la guerra civil de Guinea Bissau de 1998-1999 va ser assessor del primer ministre Francisco Fadul.
Imbali es va presentar com a candidat independent a les eleccions presidencials de novembre de 1999 i quedà en tercer lloc, obtenint el 8,22% dels vots. Després de la victòria de Kumba Ialá del Partit de Renovació Social (PRS) a les eleccions, Imbali fou nomenat viceprimer ministre a càrrec de la reconstrucció econòmica i social en el govern nomenat el 19 de febrer de 2000, sota el primer ministre Caetano N'Tchama. Posteriorment, en el govern nomenat el 25 de gener de 2001, fou nomenat Ministre d'Afers Exteriors Affairs. Quan N'Tchama fou destituït per Ialá en març de 2001, Ialá nomenà Imbali com a successor, malgrat les objeccions de l'oposició, que tenia la majoria en el parlament. L'oposició va presentar una moció de censura contra Imbali però després la van retirar condicionalment. En desembre Imbali fou destituït per Ialá, qui el va criticar durament. Imbali fou acusat de desviar diners de les forces armades (cosa que Imbali va negar), i l'abril de 2002 Ialá va advertir Imbali que aniria a la presó a menys que tornés els diners.
En 2003 Imbali va fundar el Partit del Manifest del Poble (PMP) i fou candidat a les eleccions presidencials del 19 de juny de 2005, obtenint el 0.52% dels vots
Segons els informes, Imbali va ser colpejat i detingut per les forces de seguretat el 5 de juny de 2009 a la violència dirigida contra presumptes colpistes, inclosos Baciro Dabo i Helder Proenca.